# Тила (Чьяпас)
Тила (исп. Tila) — малый город в Мексике, штат Чьяпас, входит в состав одноимённого муниципалитета и является его административным центром. Численность населения, по данным переписи 2020 года, составила 9609 человек.

## Общие сведения
Название Tila с языка науатль можно перевести как — в чёрной воде.
Поселение было основано в доиспанский период.
В 1564 году поселение упоминается как деревня, проходящая евангелизацию.
В 1678 году в деревне уже существует приход Святого Матео.
В конце XVIII веке была построена церковь Чёрного Христа.
27 июля 1829 года Тиле присвоен статус вильи.
В 1833 году было открыто почтовое отделение.